# Eburella longicollis
Eburella longicollis é uma espécie de coleóptero da tribo Eburiini (Cerambycinae), com distribuição restrita à Bolívia.

## Sistemática
- Ordem Coleoptera
  - Subordem Polyphaga
    - Infraordem Cucujiformia
      - Superfamília Chrysomeloidea
        - Família Cerambycidae
          - Subfamília Cerambycinae
            - Tribo Eburiini
              - Gênero Eburella
                - E. longicollis (Galileo & Martins, 1999)